# Palude di Pellegrina
Palude di Pellegrina este o arie protejată (arie specială de conservare — SAC, sit de importanță comunitară — SCI, arie de protecție specială avifaunistică — SPA) din Italia întinsă pe o suprafață de 111 ha, integral pe uscat.

## Localizare
Centrul sitului Palude di Pellegrina este situat la coordonatele 45°13′43″N 11°00′50″E / 45.228611°N 11.013889°E.

## Înființare
Situl Palude di Pellegrina a fost declarat sit de importanță comunitară în septembrie 1995 pentru a proteja 8 specii de animale. Alte tipuri de protecție:
- arie de protecție specială avifaunistică (în august 2003)
- arie specială de conservare (în iulie 2018)[1][2][3]

## Biodiversitate
Situată în ecoregiunea continentală, aria protejată conține 1 habitat natural: Lacuri eutrofice naturale cu vegetație de tip Magnopotamion sau Hydrocharition.
La baza desemnării sitului se află mai multe specii protejate de  păsări (8): lăcar mare (Acrocephalus arundinaceus), lăcar-de-lac (Acrocephalus scirpaceus), stârc cenușiu (Ardea cinerea), presură de stuf (Emberiza schoeniclus), vânturel de seară (Falco vespertinus), stârc pitic (Ixobrychus minutus), gaia neagră (Milvus migrans), rață cârâitoare (Spatula querquedula)
Pe lângă speciile protejate, pe teritoriul sitului au mai fost identificate 2 specii de plante.